# Бюссе, Анри
Анри Поль Бюссе (фр. Henri-Paul Büsser; 16 января 1872, Тулуза — 30 декабря 1973, Париж) — французский композитор и дирижёр.
Сын органиста и композитора Фрица Бюссера (1846—1879). В 1879—1884 гг. учился игре на органе в Тулузской консерватории у Алоиса Кёнка. Затем перебрался в Париж, с 1885 года продолжал обучение в Школе Нидермейера у Александра Жоржа и Клемана Лоре, после чего в 1889 году поступил в Парижскую консерваторию, где его учителями по классу органа были Сезар Франк и Шарль Мари Видор. Одновременно изучал композицию у Эрнеста Гиро и Шарля Гуно, у последнего также работал секретарём.
По протекции Гуно был назначен органистом сперва в церкви Святой Марии в парижском квартале Батиньоль, затем с 1892 года в парижском пригороде Сен-Клу. В 1893 году был удостоен Римской премии за кантату «Амадис Гальский». Во второй половине 1890-х гг. начал дирижёрскую карьеру, венцом которой стало место штатного дирижёра Оперы Гарнье (1905—1939). С 1921 года преподавал композицию в Парижской консерватории, с 1931 года профессор; среди его учеников Анри Дютийё, Пьер Санкан, Эжен Бозза, Робер Планель, Жан-Мишель Дамаз и другие. В 1938 году был избран в Академию изящных искусств.
Основу композиторского наследия Бюссе составляет десяток опер, из которых наиболее известны «Дафнис и Хлоя» (1897), «Коломба» (1921) и «Коринфская свадьба» (фр. Les Noces corinthiennes; 1922, по пьесе Анатоля Франса). Ему принадлежит также балет «Времена года» (фр. La Ronde des saisons; 1905), театральная и камерная музыка. Бюссе был близок к Клоду Дебюсси, дирижировал его сочинениями и заново оркестровал его симфоническую поэму «Весна». Образцовой считается осуществлённая под управлением Бюссе запись оперы «Фауст» его учителя Гуно (1930).